# Johntá Austin
Johntá Austin (prononcer « John-Té ») (né le 28 juin 1980 à Atlanta) est un chanteur et parolier américain. Il a écrit ou coécrit de nombreux succès internationaux pour des artistes tels que Mariah Carey, Tyrese, Mary J. Blige ou encore Chris Brown. Il est le frère cadet du producteur Dallas Austin.

## Biographie
Johntá Austin, né en 1980, grandit à Atlanta, imprégné de musique dès son plus jeune âge. En effet, a à peine 13 ans RCA Records lui propose un contrat mais le jugeant encore trop jeune ils préfèrent signer Tyrese un peu plus expérimenté. Ce dernier ne l'oublie pas et lui propose de lui écrire plusieurs chansons pour son premier album et notamment le hit single Sweet Lady. C'est le début de l'ascension pour Johntá. En 2001, une chanson en hommage à la défunte Aaliyah Miss You est composée par Missy Elliott et c'est Austin qui sera chargé des paroles. Cette chanson sera un véritable succès.
En 2004, il est recruté par Jazze Pha pour l'écriture du premier album du boys band RnB, ATL, puis commence à travailler sur l'album éponyme de Chris Brown. La consécration arrivera en 2005 lorsqu'il est proposé à Jermaine Dupri, qui à ce moment-là est en plein travail sur l'album de Mariah Carey The Emancipation of Mimi pour essayer de relancer la diva. Il écrira plusieurs chansons dont les succès internationaux Get Your Number, We Belong Together et Don't Forget About Us.
Il devient l'un des paroliers les plus demandés en 2005 et 2006 et écrira pour Mary J. Blige, Janet Jackson et tant d'autres. 
En  2005 et  2006 il gagne deux Grammy Awards en tant que meilleur parolier pour We Belong Together de Mariah Carey et Be Without You de Mary J. Blige .Son premier album intitulé Ocean Drive maintes fois repoussé du fait du changement fréquent de distributeurs du label So So Def n'a toujours pas de date officielle de sortie ,trois singles sont déjà sortit pour cet album dont le dernier The One That Got Away. Johnta Austin fait partie du fameux projet Ocean's 7 orchestré par Jermaine Dupri depuis 2009.

## Discographie
- 2009 : Ocean's 7 : The Mixtape
- 2019 : Love, sex , & religion[7], [8]

(Ocean Drive sur YouTube)

## Singles
- 2005 : Lil' More Love
- 2005 : Dope Fiend
- 2006 : Turn It Up feat. Jermaine Dupri
- 2007 : Video feat. DJ Unk
- 2007 : The One That Got Away
- 2019 : Love angel[9]

## Collaborations
- Gotta Getcha de Jermaine Dupri sur l'album Young, Fly and Flashy Vol.1 (2005)
- Go de Bow Wow sur l'album  Wanted (2005)
- Weekend de Daz Dillinger sur l'album So So Gangsta (2006)
- Shortie Like Mine et Outta My System de Bow Wow sur l'album The Price of Fame (2006
- Missin You de Chris Brown sur l'album Exclusive (2007)
- You Can Get It All de Bow Wow sur l'album New Jack City II (2009)

## Prix et distinctions
- 2005 : lauréat d'un Grammy Award , catégorie « chanson de l'année » pour We Belong Together[6]
- 2006 : lauréat d'un Grammy Award, catégorie « chanson de l'année » pour Be Without You[6]
- 2006 : lauréat d'un Grammy Award, catégorie « meilleure chanson RnB » pour Don't Forget About Us[6]
- 2007 : nommé « parolier de l'année (genre RnB et pop) » par l'ASCAP[10]